# Grama Santo Agostinho
A grama Santo Agostinho (Stenotaphrum secundatum) é um tipo de gramado muito popular nas regiões tropical e subtropical. É originária da América do Sul, onde também é conhecida também pelo nome de grama Inglesa. Forma tapetes bem densos, o que facilita a sua comercialização.

## Características
A grama Santo Agostinho tem folhas lisas, de coloração verde escura, sem pêlos. É rizomatosa.
Possui boa resistência ao sol pleno e também à sombra, podendo crescer sob árvores, arbustos e coberturas (não em áreas de interior, como a grama preta anã).
Esse tipo de grama pode ser mais comumente encontrado em áreas úmidas como leitos de rio, áreas costeiras e bordas de lagos.

### Multiplicação
A multiplicação da grama Santo Agostinho se dá por sementes, pela divisão do rizoma enraizado. Também é possível propagá-la por meio de mudas (plugs).

## Utilização
Devido à sua resistência, a grama Santo Agostinho é indicada para utilização em gramados residenciais e de áreas comerciais. Também é bastante encontrada em pastagens.
Por ser favorável à umidade e tolerante à salinidade, pode ser utilizada em jardins de áreas litorâneas. Só não suporta locais muito frios, onde devem ser cobertas nas épocas de temperaturas mais baixas ou geada.
Não costuma também ter grandes problemas com pragas.

### Podas
Deve-se tomar cuidado com a poda quando o gramado estiver em região semi-sombreada. Se ela for muito baixa pode comprometer o desenvolvimento da planta.
Composição
Não foi comprovada exatamente a composição da grama; o único resultado não tão exato foi:[carece de fontes?]
- Carbono(C²):15,0%
- Oxigênio(O²):70,6%
- Nitrogênio(N²):8,0%
- Fósforo(P²):7,0%